# Karimatka

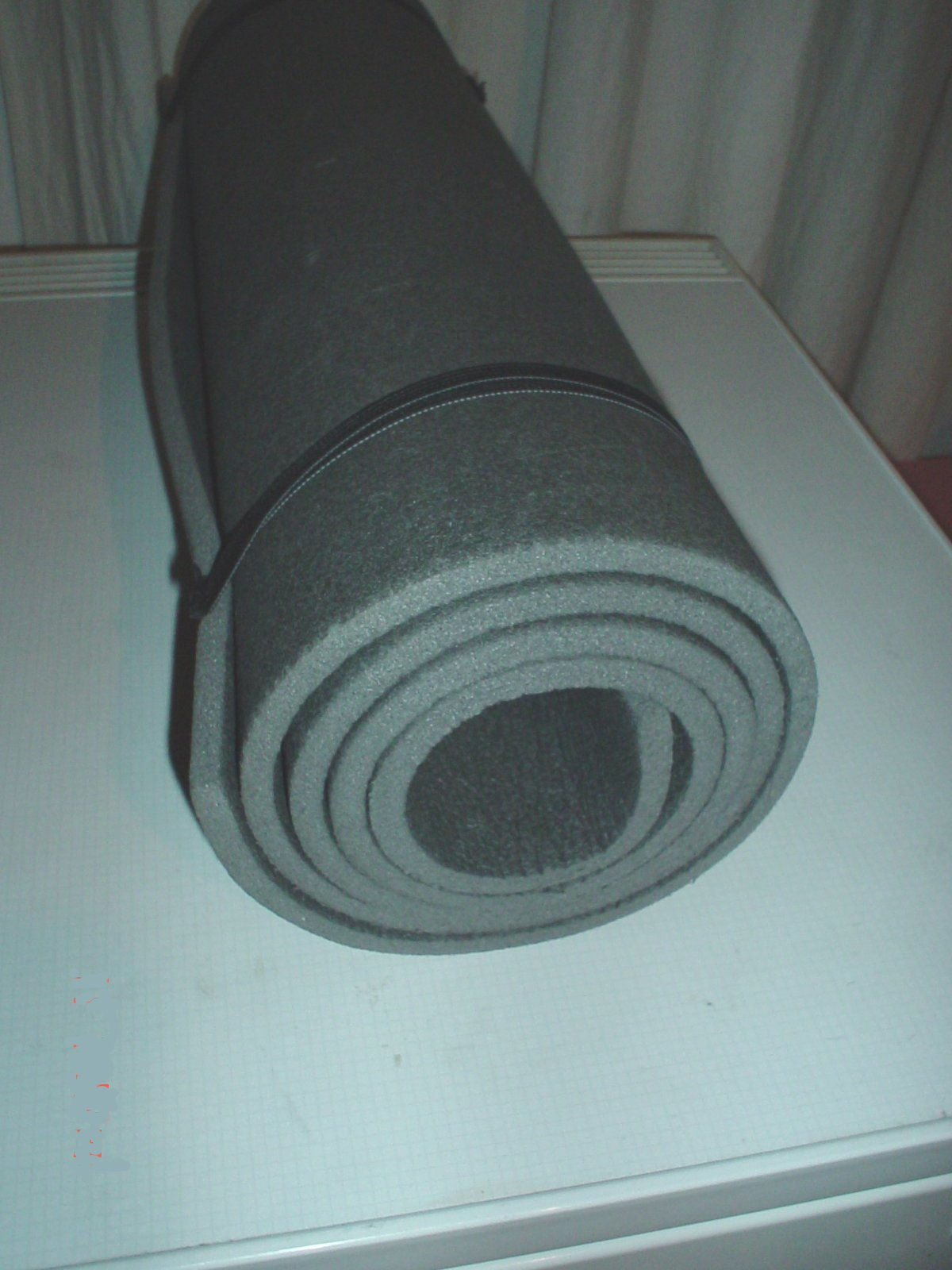
Srolovaná karimatka

Karimatka je spací podložka užívaná zpravidla pod spacím pytlem při přespávání nebo bivakování v přírodě, například při turistice, vodáctví nebo horolezectví a horolezeckých expedicích. Název pochází od prvního výrobku tohoto druhu, žluté pěnové podložky s uzavřenými póry Karrimat, uvedené na trh britskou firmou Karrimor v roce 1966. Spací podložky později začaly vyrábět i jiné firmy a v jiných barvách, ale i pro ně se vžil název karimatka.

## Využití
Karimatka chrání před vlhkem a chladem od země a zajišťuje relativní pohodlí při odpočinku. Pěnové karimatky se dají využít i ke zdravotnickým účelům, například jako provizorní dlaha při fixaci zlomenin, včetně fixace hlavy při podezření na zlomeninu krční páteře. 

## Pěnové karimatky

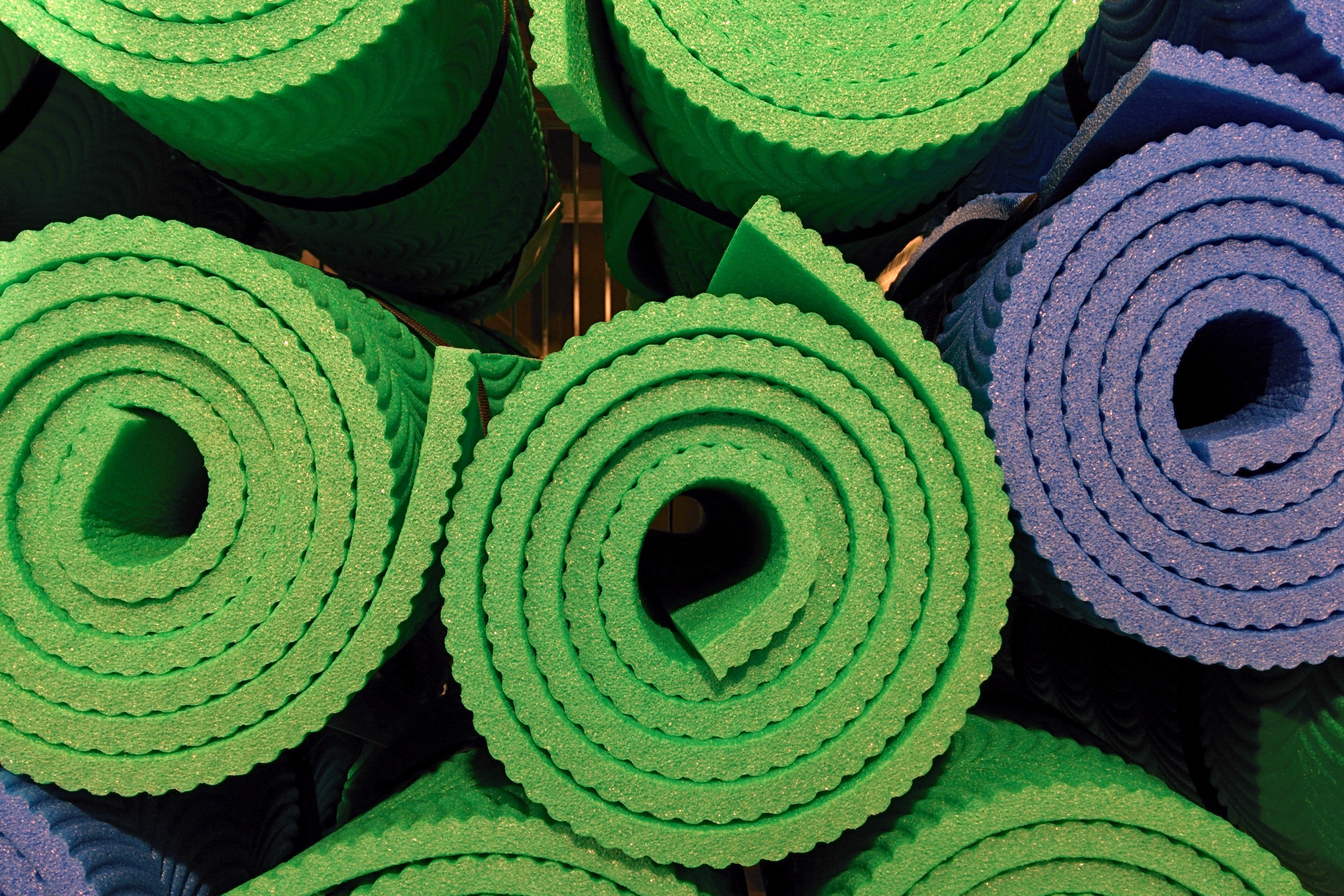
Pěnové karimatky

Od běžného pěnového materiálu typu molitan používaného v postelích se liší tím, že má uzavřené póry a tím pádem nenasává vlhkost či vodu a lépe izoluje. Pěnové karimatky se dělí na dvě kategorie. Jednoduché z pěnového polyetylénu (PE) jsou levné, dostupné, používané třeba i jako podložky na cvičení. Vylepšením jsou podložky z etylenvinylacetátu (EVA, Evazote), který je mechanicky trvanlivější, má jemnější pórovitou strukturu a uzavřené póry. Nevýhodou je horší skladnost zvlášť u silnějších modelů a omezený komfort. Významnou výhodou všech pěnových podložek je, že žádné poškození, propíchnutí či propálení neznamená konec izolace. Další evolucí, ne už materiálovou, ale konstrukční, jsou profilované karimatky, které dále zlepšují pohodlí, izolaci a případně praktičnost při skládání.Tloušťka pěnových karimatek bývá kolem 1 cm a nosí se složené do válce, ale některé typy se skládají jako harmonika. Úspěšnost izolace karimatek uvádí tepelný odpor R.
Hmotnost pěnových spacích podložek se pohybuje mezi 59 g a zhruba 300 g. 

## Nafukovací a samonafukovací

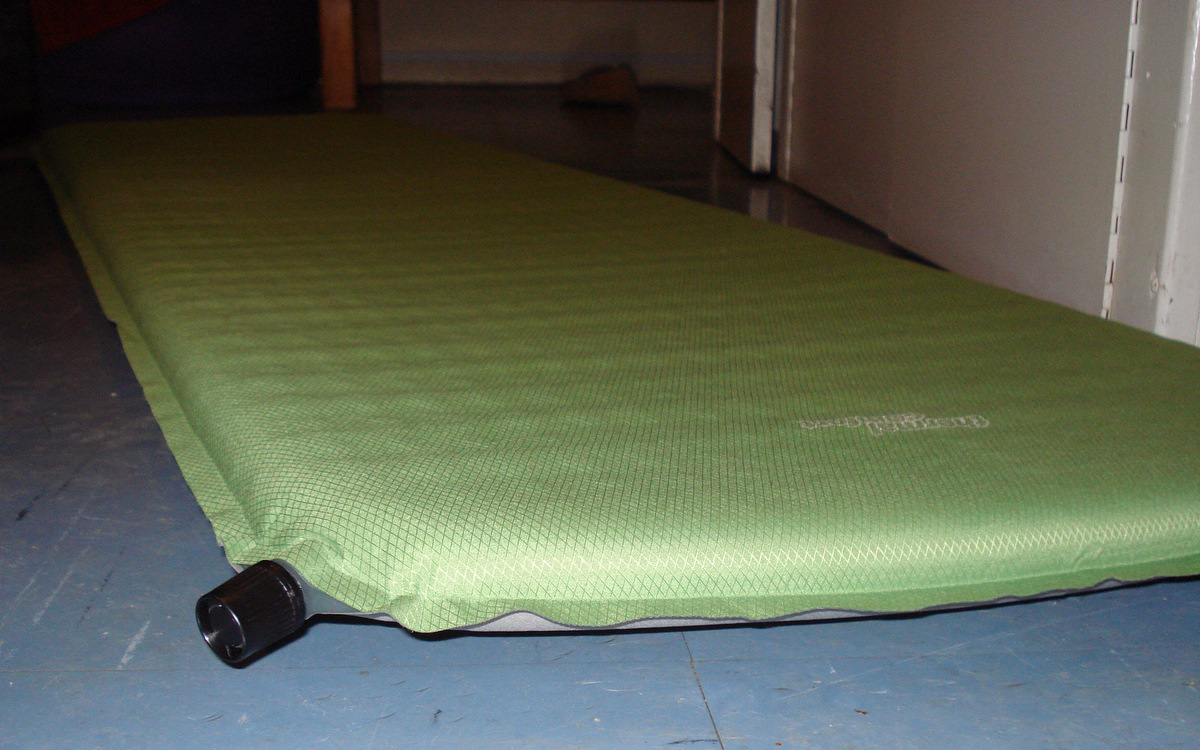
Samonafukovací karimatka

Později se začaly vyrábět také spací podložky nafukovací i samonafukovací, které se často označují jako nafukovačka nebo samonafukovačka. Samonafukovací podložky mají uvnitř pěnu nebo konstrukci, která při rozvinutí a otevření ventilu způsobí samovolné nasání vzduchu dovnitř, takže po několika minutách lze ventil uzavřít a podložku použít, případně předtím lehce dofouknout. Nafukovací podložky se musí aktivně nafukovat. Samonafukovací podložky se vyrábějí v tloušťkách od 1 do cca 5 cm, nafukovací pro turisticko-horolezecké účely až 6,3 cm. Výhodou nafukovaček a samonafukovaček je lepší skladnost ve sbaleném stavu, vyšší komfort ležení a lepší izolační schopnosti, nevýhodou nebezpečí propíchnutí ostrými předměty v podkladu a propálení například jiskrou od ohně či svíčkou, cigaretou nebo dotekem žhavého vařiče. Také je nelze použít jako nouzovou dlahu.
Hmotnost nafukovací podložek se pohybuje kolem 400 g a více. 

## Výrobci
Vynálezcem a průkopníkem samonafukovacích podložek je firma Cascade Design[zdroj?], která je začala vyrábět pod značkou Therm-a-Rest. Tyto podložky se považují etalon kvality. (Samo)nafukovací podložky prodávají pod svými značkami i další firmy, jako například Mammut, Yate, i český Jurek. V uživatelských testech vychází značka Therm-a-rest obvykle jako nejlepší. Výrobu pěnových podložek zvládla již řada firem a nabídka je velmi široká.